# Katarina Kuick
Katarina Kuick, född 1962, är en svensk barnboksförfattare och översättare. Kuick är uppvuxen i Vingåker, Ånn och stockholmsförorten Salem. Sedan tonåren bosatt i Stockholm. Katarina Kuick är ledamot i Svenska Barnboksakademin där hon innehar stol nummer 13.
Kuick debuterade med bilderboken Inte mycket att hänga i julgran 1986, och har skrivit bilderböcker, faktaböcker, lättlästa böcker och ungdomsromaner. Jag hör till de få som kan leva - en bok om supporterkultur är hennes hittills enda bok för vuxna. Hon har översatt drygt femtio böcker, många tillsammans med Sven Fridén, och har jobbat speciellt tätt tillsammans med den engelska författaren Aidan Chambers. 

## Priser och utmärkelser
- Augustpriset 2009 (för Skriv om och om igen)